# بي إم دبليو الفئة الثامنة E31
كانت الـ (E31) أول جيل من بي إم دبليو للفئة الثامنة وهي سيارة جراند تورير كبيرة صنعتها بي إم دبليو من 1990 إلى 1999 كـ (كوبيه) بمعنى سيارة ذات بابين مزودة إما بمحرك V8 أو V12. رغم أنها حلت محل الفئة السادسة ال E24 في عام 1990، لكنها لم تكن خلفًا مباشرًا، بل كانت فئة طراز جديدة ذات سعر وأداء أعلى بكثير من الفئة السادسة.

## التطوير
بدأ تطوير الفئة الثامنة في يوليو 1981، مع اكتمال مرحلة التصميم النهائية في عام 1986، على الرغم من أن الإطلاق تأخر بسبب مبيعات الفئة السادسة القوية. ظهرت الفئة الثامنة لأول مرة في معرض فرانكفورت للسيارات (IAA) في أوائل سبتمبر 1989. صُممت الفئة الثامنة لتتجاوز سوق الفئة السادسة الأصلية. شهدت الفئة الثامنة تحسنًا كبيرًا في الأداء، بالإضافة إلى إرتفاع سعر الشراء. أُنفِقَ أكثر من 1.5 مليار مارك ألماني على التطوير الإجمالي (ما يعادل 900 مليون دولار). استخدمت بي إم دبليو أدوات CAD، والتي كانت غير دارجة في ذلك الوقت، لتصميم هيكل السيارة الجديد كليًا. إلى جانب اختبار نفق الرياح (انسيابية الريح)، كان للسيارة الناتجة معامل سحب cd=0.29، وهو تحسن ملحوظ مقارنة بكل من الـ M6 والـ 635CSI والذي كان معامل السحب لديها هو cd=0.39. قدمت الفئة الثامنة أول محرك V12 متزاوج مع ناقل حركة يدوي بست سرعات. كانت واحدة من أولى المركبات التي زُوِدَت بخانق إلكتروني يعمل بالسلك. كانت الفئة الثامنة من أولى سيارات بي إم دبليو، جنبًا إلى جنب مع Z1، لاستخدام محور خلفي متعدد الوصلات. سمح تصميم CAD أن يكون الجسم الموحد من الفئة 8 أخف بمقدار 3 كجم (8 أرطال) من الفئة السادسة السابقة (E24). ومع ذلك، كان خط إنتاج الفئة الثامنة أبطأ بشكل ملحوظ عند اكتماله بسبب المحرك الكبير والمواد الفاخرة المضافة، وهو مصدر انتقاد من قبل الذين أرادوا أن تركز بي إم دبليو على تجربة القيادة. ساهم وزن السيارة وشكل هيكلها الذي يعرف بـ هاردتوب، وهو الشكل الذي يفتقر لوجود الدعامة B، بشكل ملحوظ بتخفيف وزنها. (الدعامة B في باقي أشكال السيارات تكون عادة في المنتصف بين النافذتين الخلفيتين).

## المبيعات
تأثرت مبيعات الفئة الثامنة بالركود الاقتصادي العالمي في مطلع التسعينيات بسبب حرب الخليج وارتفاع أسعار الطاقة. نتيجة لذلك استُبعِدت خطط إنتاج نسخة الـ M8 عالية الأداء في عام 1991. سحبت بي إم دبليو الفئة الثامنة من سوق أمريكا الشمالية في عام 1997 بعد أن باعت 6920 سيارة. استمرت بي إم دبليو في الإنتاج للأسواق الأخرى حتى عام 1999 بعد أن باعت 30609 في جميع الأسواق. بدأ السعر الأساسي للفئة الثامنة في أوائل التسعينيات في نطاق 70.000$ دولار أمريكي، وهو ما يعادل 14.5188$ دولارًا أمريكيًا في عام 2021.

## ناقل الحركة
جُهزت طرازات (840Ci 4.0 / 4.4 L V8) بناقل حركة أوتوماتيكي بـ 5 سرعات وناقل حركة يدوي بـ 6 سرعات. وبالنسبة لطرازات (850i / 850Ci V12) فتستخدم إما ناقل حركة أوتوماتيكي رباعي السرعة أو ناقل حركة يدوي سداسي السرعة، وأُضِيفَ ناقل سرعة أوتوماتيكي بخمس سرعات اعتبارًا من منتصف عام 1994. ويأتي طراز 850CSi ذو الأداء العالي حصراً بناقل حركة يدوي سداسي السرعة.

## رياضة السيارات (موتورسبورت)
تعد الفئة الثامنة من السيارات النادرة التي يمكن رؤيتها بأي شكل من أشكال رياضة السيارات (الموتورسبورت). أحد أكثر الأمثلة نجاحًا بُنيت بوساطة Wagenstetter Motorsport التابعة لـ Thomas Wagenstetter (توماس واجنستيتر) رغم ذلك وحتى وقت قريب كانت تشارك في بطولة Nurburgring VLN للتحمل. وكانت تعتمد على 840i ولكن البطولة الآن تضم أيضاً سيارة الـ E39 M5 5.0 بمحرك V8 بسعة 5.0 لتر والذي يولد 555 حصان أي بقوة (414 كيلو واط) وعزم دوران 640 نيوتن/ متر أي (472 رطل/ قدم) بالإضافة لعلبة التروس سداسية السرعة.

## الطرازات
إجمالي الإنتاج لكل نموذج هو:
- 840i / 840Ci مع محرك M60: 4،728
- 840Ci / 840Ci مع محرك M62: 3،075
- 850i / 850Ci مع محرك M70: 20،072
- 850i / 850Ci مع محرك M73: 1،218
- 850CSi / مع محرك S70: 1،510

### 840ci
قُدِمت الـ 840Ci بمحركين مختلفين، استخدم الأول محرك M60 B40 V8 سعة 4.0 لتر بقوة 210 كيلوواط (282 حصان) أُنتِجَ في منتصف عام 1993 وحتى أواخر عام 1995. وفي منتصف عام 1995 أُنتِجَ وعلى مراحل أحدث محرك M62 B44 V8 سعة 4.4 لتر والذي كان اقتصادياً أكثر في استهلاك الوقود ويولد عزم دوران أكبر على الرغم من بقاء مخارج الطاقة دون تغيير. كان محرك 840Ci متاحًا بناقل حركة أوتوماتيكي بـ 5 سرعات على الرغم من أن السيارات الأوروبية مُنِحَت بخيار ناقل حركة يدوي بـ 6 سرعات. كانت السمات الخارجية الوحيدة التي تميز طراز V8 عن طرازات V12 هي العوادم الرباعية الدائرية، والتي كانت مربعة الشكل في طرازات V12. استمر محرك 840Ci قيد الإنتاج حتى مايو 1999.

## طرازات ألبيناB12

### B12 5.0
أُنتِجَت B12 5.0 من عام 1990 إلى عام 1994 استنادًا إلى BMW E31 850i مع سيارة BMW M70 V12 المعدلة من طراز Alpina (مشتركة مع E32 B12 5.0) وتنتج 257 كيلوواط (345 حصانًا) مع ناقل حركة أوتوماتيكي.

#### B12 5.0
كان طراز B12 5.7 متاحًا منذ عام 1992، استنادًا إلى طراز 850CSi مع محرك BMW S70 B56 V12 المزود بـ 5.7 لتر مع فلتر هواء معدّل وعمود كرنك وأعمدة كامات معدلين بالكامل ونظام عادم مصنوع من الفولاذ المقاوم للصدأ بالإضافة لعلبة تروس يدوية سداسية السرع. أنتج المحرك المُزود 307 كيلوواط (412 حصان). ويحتوي غطاء المحرك المصنوع من ألياف الكاربون على فتحات تبريد وقنوات NACA للتهوية ولتحسين تبريد المحرك. تضمنت أرقام الأداء تسارع من 0 إلى 60 ميلاً/ ساعة أي من 0 إلى 97 كم/ ساعة بوقت تسارع بلغ 5.8 ثانية وسرعة قصوى بلغت 186 ميلاً في الساعة (300 كم/ ساعة).